# Đơn đảng thực tế
Đơn đảng thực tế là trường hợp quốc gia chỉ có một đảng cầm quyền trên thực tế, chỉ có đảng này cầm quyền còn các đảng khác không có đủ thực lực cũng như sự ủng hộ của xã hội để có thể trở thành đảng cầm quyền.
Đơn đảng thực tế là cách phân loại hệ thống chính trị. Đơn đảng thực tế được xếp vào trường hợp của hệ thống đơn đảng. Một số quốc gia đơn đảng thực tế có nhiều hơn một đảng hoạt động nhưng đó dường như chỉ là cánh tay nối dài của đảng cầm quyền. Đơn đảng thực tế phân biệt với đơn đảng bắt buộc bởi hiến pháp. Trong hệ thống đơn đảng thực tế. đảng cầm quyền không được quy định trong hiến pháp mà chỉ cầm quyền trên thực tế do có ưu thế hơn so với các đảng còn lại. Đơn đảng bắt buộc được hiến pháp quy định rõ ràng.
Một số quốc gia tiêu biểu cho hình thức đơn đảng thực tế là Singapore với Đảng Hành động Nhân dân, Trung Quốc với Đảng cộng sản Trung Quốc...